# Blood on the Dance Floor: HIStory in the Mix
| 전문가 평가                                      | 전문가 평가 |
| 평가 점수                                        | 평가 점수   |
| 출처                                             | 점수        |
| ------------------------------------------------ | ----------- |
| AllMusic                                         | [ 3 ]       |
| Entertainment Weekly                             | C−          |
| New York Daily News                              | (negative)  |
| The Atlanta Journal and The Atlanta Constitution | D           |
| The New York Times                               | (positive)  |
| The Virginian-Pilot                              | (positive)  |
| Rolling Stone                                    | [ 9 ]       |

《Blood on the Dance Floor: HIStory in the Mix》는 미국의 싱어송라이터 마이클 잭슨의 리믹스 음반이다. 이 음반은 1997년 5월 20일, 에픽 레코드에 의해 발매되었으며, 잭슨의 음반사인 MJJ 프로덕션이 발매한 두 번째 음반이다. 이 음반은 잭슨의 이전 스튜디오 음반인 《HIStory: Past, Present and Future, Book I》의 8개의 리믹스와 5개의 신곡으로 구성되어 있다. 잭슨은 리믹스가 다른 아티스트들에 의해 프로듀싱하는 동안 새로운 자료의 제작에 깊이 관여했다. 《Blood on the Dance Floor: HIStory》는 R&B, 팝, 인더스트리얼, 힙합, 하우스, 펑크, 뉴 잭 스윙을 통합했다. 그것은 마약 중독, 섹스, 관계, 편집증과 같은 주제들을 다룬다.
《Blood on the Dance Floor: HIStory in the Mix》는 특히 미국에서 잭슨의 기준으로는 최소한의 홍보를 받았지만, 홍보 싱글로 단편 영화 《마이클 잭슨의 고스트》, 두 개의 싱글 〈Blood on the Dance Floor〉과 〈Ghosts〉, 뮤직 비디오가 발행되었다. 비록 미국에서의 초기 판매량은 실망스러운 것으로 여겨졌지만, 이 음반은 프랑스, 벨기에, 스페인, 뉴질랜드에서 1위를 차지했다. 《마이클 잭슨의 고스트》은 칸 영화제에서 《Blood on the Dance Floor: HIStory in the Mix》 홍보의 일환으로 초연되었다. 〈Ghosts〉의 뮤직 비디오는 밥 포시 어워드에서 최고의 안무상을 수상했다.
《Blood on the Dance Floor: HIStory in the Mix》 당시 일부 비평가들은 잭슨이 이미 이러한 음악적 주제를 탐구했다고 느끼고 다른 비평가들은 그들이 약한 보컬로 인식하는 것에 대해 비판하면서 크게 엇갈렸다. 다른 비평가들은 이 음반이 잭슨이 이전에 탐구하지 않았던 장르를 통합한 것에 주목하며 이전 테마의 사용을 정당화하면서도 "잔혹한 정직성"을 보였다. 《Blood on the Dance Floor: HIStory in the Mix》는 전 세계적으로 600만 장 이상이 팔려 역사상 가장 많이 팔린 리믹스 음반이 되었다. 2000년 10월 20일 미국 음반 산업 협회로부터 플래티넘 인증을 받았다.

## 포장재, 발매 및 홍보
23페이지 분량의 음반 소책자에는 〈Blood on the Dance Floor〉, 〈Stranger in Moscow〉 그리고 〈HIStory〉 가사가 수록되어 있다. 《HIStory》의 8개의 리믹스에는 〈Flyte Tyme Remix〉, 〈Tee's In-House Club Mix〉와 같은 추가 타이틀이 주어졌다. 책자에는 HIStory World Tour와 《고스트》 영화의 많은 이미지들이 수록되어 있다. 책자가 끝날 무렵, 잭슨은 엘리자베스 테일러와 엘튼 존과 같은 친구들, 그의 가족, 직원들, 그리고 팬들에게 경의를 표한다.
이 음반은 1997년 5월 20일, 에픽 레코드에 의해 발매되었다. 《HIStory on Film, Volume II》는 1995년부터 1997년까지의 잭슨의 뮤직 비디오와 텔레비전 공연들을 모은 비디오 모음집을 같은 날 발매했다. 잭슨의 이전 기준에 따르면, 출시와 동시에 널리 홍보되지 않았다. 《뉴욕 타임스》는 미국의 홍보 노력에 대해 "엄청난 소리"와 "산업계의 많은 사람들에게 영향을 미친다"고 묘사했다. 잭슨의 레이블인 에픽 레코드는 그들이 미국에서 음반을 충분히 홍보하지 않았다는 주장에 대해 "우리는 이 음반에 완전히 뒤쳐져 있습니다. 마이클은 확실히 우리의 슈퍼스타 중 한 명이고 그렇게 대접받고 있습니다. 우리는 방금 글로벌한 모자를 쓰고 이 문제에 착수했습니다." 《뉴욕 타임스》는 잭슨이 더 많은 상업적 힘과 인기를 가지고 있는 국제적으로 홍보가 더 강하다는 것을 인정했다. 잭슨은 사실상 더 이상 미국 시장이 히트 기록을 가질 필요가 없었다. 1997년 6월까지 잭슨의 이전 스튜디오 음반 판매량의 10%만이 미국 내에서 나왔다.
이 가수는 음반 홍보의 일환으로 칸 영화제에서 공개한 《고스트》라는 제목의 영화를 발표했다. 1996년 10월, 미국에서 극장 개봉되었으며, 영국에서는 1997년 5월, 오데온 레스터 스퀘어에서 초연되었다. 영국 행사는 팬, 언론, 기업 단체들의 관심을 끌었다. 세계 대부분의 지역에서 카세트로 발매되었다. 이 영화는 잭슨과 스티븐 킹이 각본을 쓰고 스탠 윈스턴이 감독을 맡았다. 이 이야기는 1993년 잭슨이 아동 성학대 혐의로 기소된 후 느낀 사건과 고립에 근거하고 있다. 줄거리에서 잭슨이 연기한 마에스트로는 톰 스네던을 "괴짜"라고 믿기 때문에 의도적으로 매우 비슷하게 보이는 주민들과 시장들에 의해 마을에서 거의 쫓겨난다. 이 영화는 《스릴러》 영화의 이미지와 주제가 비슷했다. 잭슨이 직접 작곡한 원곡에 맞춰 안무한 많은 특수 효과와 춤 동작을 특징으로 한다. 이 영화는 《HIStory》와 《Blood on the Dance Floor: HIStory in the Mix》 음반에 수록된 여러 곡과 뮤직 비디오를 포함하고 있다. 《고스트》의 길이는 38분이 넘고 이전에 세계에서 가장 긴 뮤직 비디오로 《기네스 세계 기록》에 올랐다. 밥 포시 어워드에서 최우수 안무상을 수상했다.

## 상업적 성과
미국에서의 초기 판매는 잭슨에게 실망스러운 것으로 여겨졌다. 이 음반은 미국 빌보드 200 차트에서 24위로 정점을 찍었고 4주 후에 9만 2천장이 팔렸다. 그럼에도 불구하고, 장기적인 판매는 더 강했고, 2000년 5월 최소 백만 개의 출하량에 대해 플래티넘 인증을 받았다. 최소 5만 건의 선적에 대해 캐나다에서 골드 인증을 받았다.
유럽에서는 이 음반이 적어도 2백만 장 이상 선적될 것으로 인증되었다. 《Blood on the Dance Floor: HIStory in the Mix》는 1997년 7월까지 영국에서 25만 장, 독일에서 44만 5천 장이 팔려 영국 음반 차트에서 1위를 차지했다. 이 음반은 프랑스, 벨기에, 스페인, 뉴질랜드에서도 1위를 차지했다. 데뷔 이후, 이 음반은 전 세계적으로 약 600만 장이 팔려나갔고, 지금까지 발매된 리믹스 음반 중 가장 많이 팔린 음반이 되었다.

## 곡 목록
| #   | 제목                                                  | 작사·작곡                                       | 재생 시간 |
| --- | ----------------------------------------------------- | ----------------------------------------------- | --------- |
| 1.  | 〈Blood on the Dance Floor〉                          | 마이클 잭슨, 테디 라일리                        | 4:13      |
| 2.  | 〈Morphine〉                                          | 잭슨                                            | 6:29      |
| 3.  | 〈Superfly Sister〉                                   | 잭슨, 브라이언 로렌                             | 6:28      |
| 4.  | 〈Ghosts〉                                            | 잭슨, 라일리                                    | 5:14      |
| 5.  | 〈Is It Scary〉                                       | 잭슨, 제임스 해리스 3세, 테리 루이스            | 5:36      |
| 6.  | 〈Scream Louder (Flyte Tyme Remix) (with 자넷 잭슨)〉 | 해리스 3세, 루이스, 잭슨, 자넷 잭슨             | 5:27      |
| 7.  | 〈Money (Fire Island Radio Edit)〉                    | 잭슨                                            | 4:23      |
| 8.  | 〈2 Bad (Refugee Camp Mix) (Feat. 존 포르테)〉        | 잭슨, 브루스 스위디언, 르네 무어, 댈러스 오스틴 | 3:33      |
| 9.  | 〈Stranger in Moscow (Tee's In-House Club Mix)〉      | 잭슨                                            | 6:54      |
| 10. | 〈This Time Around (D.M. Radio Mix)〉                 | 잭슨, 오스틴                                    | 4:05      |
| 11. | 〈Earth Song (Hani's Club Experience)〉               | 잭슨                                            | 7:55      |
| 12. | 〈You Are Not Alone (Classic Club Mix)〉              | R. 켈리                                         | 7:37      |
| 13. | 〈HIStory (Tony Moran's HIStory Lesson)〉             | 잭슨, 해리스 3세, 루이스                        | 8:01      |

## 인증
| 국가                                                  | 인증        | 판매량/출하량 |
| ----------------------------------------------------- | ----------- | ------------- |
| 오스트레일리아 (ARIA)                                 | 플래티넘    | 70,000^       |
| 오스트리아 (IFPI 오스트리아)                          | 골드        | 25,000*       |
| 벨기에 (BEA)                                          | 플래티넘    | 50,000*       |
| 캐나다 (뮤직 캐나다)                                  | 골드        | 50,000^       |
| 덴마크 (IFPI Danmark)                                 | 2× 플래티넘 | 100,000^      |
| 핀란드 (Musiikkituottajat)                            | 골드        | 23,162        |
| 프랑스 (SNEP)                                         | 플래티넘    | 300,000*      |
| 독일 (BVMI)                                           | 골드        | 445,000       |
| 홍콩 (IFPI 홍콩)                                      | 플래티넘    | 20,000*       |
| 이탈리아 (FIMI) sales since 2009                      | 골드        | 30,000*       |
| 일본 (RIAJ)                                           | 골드        | 100,000^      |
| 네덜란드 (NVPI)                                       | 플래티넘    | 100,000^      |
| 뉴질랜드 (RMNZ)                                       | 플래티넘    | 15,000^       |
| 노르웨이 (IFPI 노르웨이)                              | 골드        | 25,000*       |
| 폴란드 (ZPAV)                                         | 골드        | 50,000*       |
| 스페인 (PROMUSICAE)                                   | 플래티넘    | 100,000^      |
| 스위스 (IFPI 스위스)                                  | 플래티넘    | 50,000^       |
| 영국 (BPI)                                            | 골드        | 283,000       |
| 미국 (RIAA)                                           | 플래티넘    | 1,000,000^    |
| 요약                                                  |             |               |
| 유럽 (IFPI)                                           | 2× 플래티넘 | 2,000,000*    |
| 전 세계                                               | —           | 6,000,000     |
| *판매량을 기반으로 한 인증 ^출하량을 기반으로 한 인증 |             |               |

## 같이 보기
- HIStory World Tour
- HIStory: Past, Present and Future, Book I